# Sympherobius subcostalis
Sympherobius subcostalis is een insect uit de familie van de bruine gaasvliegen (Hemerobiidae), die tot de orde netvleugeligen (Neuroptera) behoort. 
Sympherobius subcostalis is voor het eerst wetenschappelijk beschreven door Monserrat in 1990.